# Sulejman Veličastni (TV-serija)
Sulejman Veličastni je najuspešnejša turška serija v zgodovini. 
V telenoveli Sulejman Veličastni  spremljamo življenje Sulejmana, ki je bil po nekaterih zgodovinskih pričanjih celo večji od samega Aleksandra Velikega. Sulejman Veličastni je bil že pri 26. letih na prestolu, s katerega je vladal kar 46 let. V nadaljevanki je prikazano življenje v palači Topkapi, od koder je Sulejman vodil Osmansko cesarstvo. Ljubezenske spletke, politične prevare, družinske težave in mnoge druge dogodivščine so prikazane v uspešni zgodovinski telenoveli. Serija je bila in je na sporedu med letoma 2013 in 2015 na Planet TV.

## Glavne vloge
Sulejman Veličastni (Halit Ergenç)
Sulejman je bil deseti sultan Osmanskega cesarstva, ki je vladal kar 46 let. Leta 1520, ko se je usedel na prestol, je imel le 26 let. Zapisi pravijo, da je bil človek mnogih talentov, med katerimi sta bila v ospredju odličen občutek za vojno strategijo in pesniška žilica. Znan je bil kot velik zakonodajalec in predan občudovalec svoje zakonite žene Ukrajinke Aleksandre. Imperij je prevzel v njegovem največjem razcvetu in pod njegovo oblastjo se je razširil na tri celine.
Sultanka Hurrem (Meryem Uzerli, Vahide Perçin)
Hurrem oz. Aleksandra, ki je njeno pravo ime. Hurrem je hči ukrajinskega popa, ki so jo zajeli med osvajalskim pohodom in jo pripeljali v sultanov harem. Ženske čare je izkoristila v svojo prid in omrežila Sulejmanovo srce. Iz ljubljenke je kaj kmalu postala Sulejmanova zakonita žena, ki je imela velik vpliv na dogajanje v cesarstvu. Rodila mu je štiri sinove in eno hčer,pripomogla pa je tudi k propadu sultanovega prvega sina Mustafe, ki je bil sin Sulejmana in Mahidevran,  saj so se razširile govorice, da želi Mustafa izdati očeta. Njen sin Selim je na prestolu nasledil svojega očeta Sulejmana Veličastnega.
Sultanka Ayşe Hafsa (Nebahat Çehre)
Sulejmanova mati ima v sultanovem življenju posebno vlogo. Ayşe je bila žena sultana Selima I. in je imela 17 let, ko je rodila prvega sina Sulejmana. Med njegovim vladanjem je uspela nadzorovati ljubosumje, zavist in sovraštvo med sultanovimi ljubljenkami v haremu.
Sultanka Hatidža (Selma Ergeç)
Sultanka Hatidža je Sulejmanova sestra in žena Ibrahima paše. V življenju ji ni z rožami postlano, ker se mora ukvarjati z izgubo otroka, smrtjo matere sultanke, Ibrahimovim prešuštvom in še z njegovo smrtjo. Njen odnos z bratovo zakonito ženo sultanko Hurrem ni ravno dober, ker Hatidža za vse slabe stvari krivi Hurrem.
Sultanka Mahidevran (Nur Fettahoğlu)
Mahidevran je mati Sulejmanovega prvega otroka Mustafe. Mahidevran je največja Hurremina tekmica, a je mati sultanka uspešno nadzorovala njuno rivalstvo. Po smrti Sulejmanove matere se je odnos med tekmicama zaostril.
Ibrahim paša (Okan Yalabik)
Ibrahim je Sulejmanov prijatelj iz otroštva, ki ga je sultan cenil in mu zaupal, za njegovo vdanost pa ga je postavil na mesto velikega vezirja in vrhovnega poveljnika osmanske vojske. Poročen je bil s Sulejmanovo sestro sultanko Hatidžo. Ibrahim se je izkazal za dobrega, modrega in sposobnega svetovalca. Če je bil Ibrahim dober sultanov prijatelj, je bilo med njim in Hurrem veliko več napetosti, saj je zagotovil podporo prvemu Sulejmanovemu sinu Mustafi, ki je imel prednost pred prvim Hurreminim sinom. Ta podpora ga je veliko stala.
Rustem paša (Ozan Güven)
Rustem paša je Hrvat, ki je pri devetih letih pobegnil od doma in prišel v Osmansko cesarstvo. Tam je najprej postal glavni sultanov konjušnik in najzvestejši sluga sultanke Hurrem. Bil je tudi upravitelj provinc Teke ter Dijarbekirja. Poročil se je s sultanko Mihrimah in kasneje postal veliki vezir Osmanskega cesarstva.
Sultanka Mihrimah (Pelin Karahan)
Sultanka Mihrimah je poleg svoje matere sultanke Hurrem in Ibrahima paše edina, ki uspe vplivati na sultanove odločitve in priti do njegovega srca. Čeprav ni preveč ljubila Rustema paše se je poročila z njim, da bi tako zavarovala svoje brate, da bi eden izmed njih zasedel osmanski prestol.

## Vloge

### Glavne vloge
| ime igralca          | vloga                                 | razlaga                                                                                      | sezone            |
| -------------------- | ------------------------------------- | -------------------------------------------------------------------------------------------- | ----------------- |
| Halit Ergenç         | sultan Sulejman Veličastni            | 10. sultan Osmanskega cesarstva                                                              | 1–4               |
|                      | sultan Selim I.                       | 9.sultan Osmanskega cesarstva, oče sultana Sulejmana                                         | 4(spomini)        |
| Meryem Uzerli        | sultanka Hurrem                       | Zakonita žena sultana Sulejmana ter mati njegovih 5 otrok                                    | 1–3               |
| Vahide Perçin        | sultanka Hurrem                       | Zakonita žena sultana Sulejmana ter mati njegovih 5 otrok                                    | 4                 |
| Nebahat Çehre        | sultanka Ajše Hafsa ali Mati sultanka | Sulejmanova mati in vdova sultana Selima I.                                                  | 1–2               |
| Pelin Karahan        | sultanka Mihrimah                     | Edina hči Sulejmana in Hurrem ter žena Rustema paše                                          | 3–4               |
| Ozan Güven           | Rustem paša                           | Mož sultanke Mihrimah in veliki vezir Osmanskega cesarstva, podpornik princa Bajazida        | 3–4               |
| Nur Fettahoğlu       | sultanka Mahidevran                   | Žena sultana Sulejmana in mati njegovega 1. otroka princa Mustafe                            | 1–4               |
| Okan Yalabık         | Pargali Ibrahim paša                  | Mož sultanke Hatidže, veliki vezir Osmanskega cesarstva in Sulejmanov najboljši prijatelj    | 1–3 4 (samo glas) |
| Selma Ergeç          | sultanka Hatidža                      | Sulejmanova sestra in žena Ibrahima paše                                                     | 1–3               |
| Mehmet Günsür        | princ Mustafa                         | Edini sin Sulejmana in Mahidevran                                                            | 2–4               |
| Deniz Çakır          | sultanka Šah                          | Sulejmanova sestra in žena Lutfija paše                                                      | 3                 |
| Mehmet Özgür         | Lutfi paša                            | Mož sultanke Šah in veliki vezir Osmanskega cesarstva po smrti Ajaza paše                    | 3                 |
| Meltem Cumbul        | sultanka Fatma                        | Sulejmanova sestra in žena Ahmeda paše                                                       | 4                 |
| Berrak Tüzünataç     | sultanka Mihrunnisa                   | Žena princa Mustafe, hči Barbarose Hajredina paše                                            | 4                 |
| Gürbey İleri         | princ Mehmed                          | Prvi otrok Sulejmana in Hurrem                                                               | 3                 |
| Engin Öztürk         | princ Selim                           | Sulejmanov in Hurremin 3. otrok, kasneje 11. sultan Osmanskega cesarstva                     | 4                 |
| Merve Boluğur        | sultanka Nurbanu                      | Žena princa Selima                                                                           | 4                 |
| Aras Bulut İynemli   | princ Bajazid                         | 4. otrok Sulejmana in Hurrem                                                                 | 4                 |
| Tolga Sarıtaş        | princ Džihangir                       | 5. in zadnji otrok Sulejmana ter Hurrem                                                      | 4                 |
| Tolga Tekin          | Barbarosa Hajredin paša               | Vodja osmanske vojne mornarice in podpornik princa Mustafe                                   | 3–4               |
| Burak Özçivit        | Malkoč Bali beg                       | Sulejmanov komornik, zaljubljen v gospodično Ajbige                                          | 2–3               |
| Fatih Al             | Matrakči Nasuh efendi                 | Matematik, zgodovinar, geograf, izumitelj, prijatelj Ibrahima paše in sovražnik Rustema paše | 1–4               |
| Tuncel Kurtiz        | Ebusuud Efendi                        | Glavni sodnik v Istanbulu, kasneje verski vodja islama                                       | 3–4               |
| Yıldırım Fikret Urağ | Mehmed paša Sokolović                 | Veliki vezir Osmanskega cesarstva, podpornik princa Selima                                   | 4                 |
| Selen Öztürk         | Gulfem hatun                          | Sulejmanova ljubljenka                                                                       | 1–4               |
| Selim Bayraktar      | Zumbul aga                            | Glavni evnuh v haremu, sluga sultanke Hurrem                                                 | 1–4               |

### Stranske vloge
| ime igralca             | vloga                    | razlaga                                                                                           | sezone |
| ----------------------- | ------------------------ | ------------------------------------------------------------------------------------------------- | ------ |
| Serdar Orçin            | Sinan paša               | Vodja vojne mornarice, brat Rustema paše                                                          | 4      |
|                         | Ferhat aga               | Sultanov zdravnik in svetovalec                                                                   | 4      |
| Yetkin Dikinciler       | Ahmed paša               | Mož sultanke Fatme in kasneje veliki vezir Osmanskega cesarstva, podpornik princa Selima          | 4      |
| Pınar Çağlar Gençtürk   | sultanka Bejhan          | Sulejmanova sestra in žena Ferhata paše                                                           | 1–3    |
| Fehmi Karaarslan        | Ajaz paša                | Veliki vezir Osmanskega cesarstva po smrti Ibrahima paše                                          | 1–3    |
| Arif Erkin Güzelbeyoğlu | Piri Mehmed paša         | Veliki vezir Osmanskega cesarstva pred Ibrahimom                                                  | 1      |
| Murat Şahan             | Mustafa paša             | Vodja vojne mornarice pred Barbaroso Hajredinom pašo                                              | 1–3    |
| Sarp Akkaya             | Atmadža                  | Prijatelj in sopotnik princa Mustafe, kasneje princa Bajazida                                     | 4      |
| Serkan Altunorak        | Tašlidžali Jahja beg     | Eden najslavnejših pesnikov takratnega časa, prijatelj in sopotnik princa Mustafe                 | 3–4    |
| Hilmi Cem İntepe        | Javuz                    | Prijatelj in sopotnik princa Mustafe                                                              | 4      |
| Suat Karausta           | Zal Mahmud aga           | Osebni sluga Rustema paše                                                                         | 4      |
| Burcu Özberk            | sultanka Huri Džihan     | Hči sultanke Hatidže in Ibrahima paše ter žena princa Bajazida                                    | 4      |
| Sabina Toziya           | Afife hatun              | vodja harema                                                                                      | 3–4    |
| Yasemin Allen           | sultanka Defne           | Žena princa Bajazida                                                                              | 4      |
| Ecem Çalık              | sultanka Esma Han        | Hči sultanke Šah in Lutfija paše, zaljubljena v princa Mehmeda                                    | 3      |
| Almeda Abazi            | Nazenin hatun (Valerija) | Ljubljenka sultana Sulejmana in mati sultanke Razije                                              | 4      |
| Elif Atakan             | sultanka Rumejsa         | Žena princa Mustafe in mati njegovega sina                                                        | 3–4    |
| Serenay Aktaş           | sultanka Ajše            | Žena princa Mustafe in mati njegove hčere                                                         | 3      |
| Filiz Ahmet             | Nigar kalfa              | Kalfa v haremu, zaljubljena v Ibrahima pašo in mati njegove hčere                                 | 1–3    |
| Sermet Yeşil            | Šah Tahmasp              | Perzijski šah                                                                                     | 4      |
| Pamir Pekin             | Elkas Mirza              | Perzijski princ in zaročenec sultanke Fatme, a izročen svojemu bratu šahu Tahmaspu še pred poroko | 4      |
| Cansu Dere              | Firuze hatun             | Perzijska princesa in Sulejmanova ljubljenka                                                      | 3      |
| Melike İpek Yalova      | princesa Izabela         | Španska princesa in Sulejmanova ljubljenka                                                        | 2      |
| Hasan Küçükçetin        | Iskender Čelebi          | Osmanski finančni minister, slaven zaradi svojega bogastva, najhujši sovražnik Ibrahima paše      | 2–3    |
| İbrahim Raci Öksüz      | Sulejman paša            | Veliki vezir Osmanskega cesarstva za Lutfijem pašo in pred Rustemom pašo                          | 3      |
| Macit Koper             | učitelj Mustafa          | Učitelj in podpornik princa Bajazida, kasneje princa Selima                                       | 4      |
| Gökhan Çelebi           | Ferhat paša              | mož sultanke Bejhan                                                                               | 1      |
| Kıvanç Kılınç           | Ferhat paša              | mož sultanke Bejhan                                                                               | 1      |
| Ezgi Eyüboğlu           | Ajbige hatun             | Nečakinja matere sultanke, krimska princesa, zaljubljena v Malkoča Balija bega                    | 2      |
| Alp Öyken               | papež Klemen VII.        | Papež Rimsko-katoliške Cerkve v tem času                                                          | 1–2    |
| Sema Keçik              | Daje hatun               | Služkinja matere sultanke                                                                         | 1–2    |
| Nihan Büyükağaç         | Gulšah hatun             | Služkinja sultanke Mahidevran, kasneje služkinja sultanke Hurrem                                  | 1–3    |
| Burcü Güner             | Fahrija hatun (Dijana)   | Služkinja sultanke Mahidevran, kasneje služkinja sultanke Hurrem                                  | 3–4    |
| Saadet Aksoy            | Sadika hatun (Viktorija) | Madžarska grofica, sovražnica sultana Sulejmana                                                   | 1–2    |
| Saygın Soysal           | Merdžan aga              | Sluga sultanke Šah                                                                                | 3      |
| Kaya Akkaya             | Lokman aga               | Osebni sluga Sultana Sulejmana                                                                    | 4      |
| Engin Günaydın          | Gul aga                  | Sluga sultanke Hurrem                                                                             | 1-2    |
| Yüksel Ünal             | Cuker aga                | Glavni sultanov kuhar                                                                             | 1–3    |
| Gürkan Uygun            | Mimar Sinan              | Glavni Sulejmanov arhitekt                                                                        | 3–4    |
| Burak Sağyaşar          | Pedro                    | Zdravnik in ljubimec sultanke Mihrimah                                                            | 4      |
| Dolunay Soysert         | Gracia Mendes Nasi       | Bogata judovska trgovka, ki je postala pomembna v politiki Osmanskega cesarstva                   | 4      |
| Burcu Tuna              | Gulnihal hatun (Marija)  | prijateljica sultanke Hurrem                                                                      | 1      |
| Melisa Sozen            | Efsun hatun (Nora)       | Služkinja sultanke Hurrem in ljubljenka princa Mustafe                                            | 2      |
| Seçkin Özdemir          | Leo                      | Hurremin bivši zaročenec                                                                          | 1      |
| Gamze Dar               | Fidan hatun              | Služkinja sultanke Mahidevran                                                                     | 2-4    |
| Müjde Uzman             | Armin hatun              | Bali begova prva ljubezen, hči Jošue efendija                                                     | 2      |
| Bergüzar Korel          | Monika Gritti            | Sestra gospoda Grittija                                                                           | 1      |